# Battlefield (Missouri)
Battlefield, Missouri ist eine Kleinstadt in Green County, Missouri, Vereinigte Staaten. Das U.S. Census Bureau hat bei der Volkszählung 2020 eine Einwohnerzahl von 5990 ermittelt.
Der Ort erhielt seinen Namen durch die Schlacht am Wilson’s Creek von 1861, einem der ersten großen Kämpfe des Amerikanischen Bürgerkriegs.

## Lage
Battlefield liegt etwa 11 km südwestlich von Springfield, mit 160.000 Einwohnern das Oberzentrum der Gegend, inmitten des Ozark-Plateaus, einer sanft hügeligen Hochebene westlich des Mississippi  bzw. südlich des Missouri.

## Geschichte
Während des Sezessionskrieges fand im Jahr 1861 bei Battlefield die Schlacht am Wilson's Creek zwischen Unionstruppen und der Missouri State Guard statt. Unions-Hauptmann Nathaniel Lyon war den Missouri entlangmarschiert, um Jefferson City, die Hauptstadt des Staates Missouri, einzunehmen. Mit seiner inzwischen auf 12.000 Männer verstärkten Einheit griff er am 10. August die konföderierte Missouri-Armee an. Nach anfänglicher Überlegenheit wurde die Schlacht verloren und Lyon getötet. Man musste sich zurückziehen. Insgesamt starben über 2500 Soldaten in den Kämpfen.
Am 4. Mai 2003 wurden Teile der Stadt durch mehrere Tornados zerstört. Dabei kamen sieben Menschen ums Leben, 48 wurden verletzt und Dutzende wurden verloren ihr Heim.

## Erinnerung an die Schlacht
Mehrere Straßen, Parks und andere Orientierungspunkte des Ortes wurden nach Ereignissen oder Personen dieses Krieges benannt, wie z. Z. die Nathaniel Lyon Street, eine der Hauptdurchgangsstraßen der Stadt.
Heute ist das Schlachtfeld noch in nahezu gleichem Zustand wie zu Kriegszeiten 1861. Gleich neben dem Schlachtfeld befindet sich das Wilson Creek Civil War Museum mit einer ausführlichen Sammlung von Artefakten des Bürgerkriegs westlich des Mississippi.